# Aroekookaburra
De aroekookaburra (Dacelo tyro), behoort tot de familie van ijsvogels (Alcedinidae). De vogel is een endemische vogelsoort uit Nieuw-Guinea en de Aroe-eilanden.

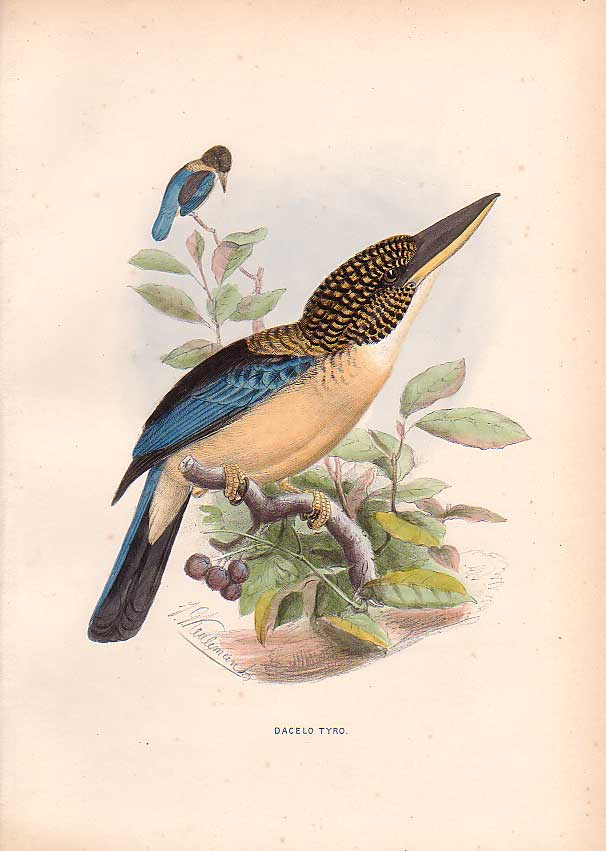
Afbeelding gemaakt door John Gerrard Keulemans.

## Beschrijving
De aroekookaburra heeft een lengte van gemiddeld 33 centimeter. De aroekookaburra is afwisselend zwart met lichtbruin en wit gespikkeld op de kop en de rug. Van onder is de vogel witachtige tot lichtbruin. De vleugels zijn zwart met blauw en de stuit en de staart zijn geheel blauw.

## Verspreiding en leefgebied
De aroekookaburra komt voor het savannegebied in het zuiden van Papoea-Nieuw-Guinea ten westen van de rivier de Fly op de grens met Papoea (Indonesië) en op de (Indonesische) Aru-eilanden.
De soort telt twee ondersoorten:
- D. t. archboldi: zuidelijk Nieuw-Guinea.
- D. t. tyro: de Aru-eilanden (zuidwestelijk van Nieuw-Guinea).

De vogel leeft in kleine groepjes samen, is weliswaar luidruchtig, maar blijft meestal verborgen in het gebladerte van bomen en struikgewas.

## Status
Binnen dit verspreidingsgebied en in geschikt habitat is het een algemene vogel. Er is geen aanleiding te veronderstellen dat de soort in aantal achteruit gaat. Om deze redenen staat deze soort kookaburra als niet bedreigd op de Rode Lijst van de IUCN.